# Eryngium yuccifolium
Eryngium yuccifolium là một loài thực vật có hoa trong họ Hoa tán. Loài này được Michx. mô tả khoa học đầu tiên năm 1803.

## Hình ảnh

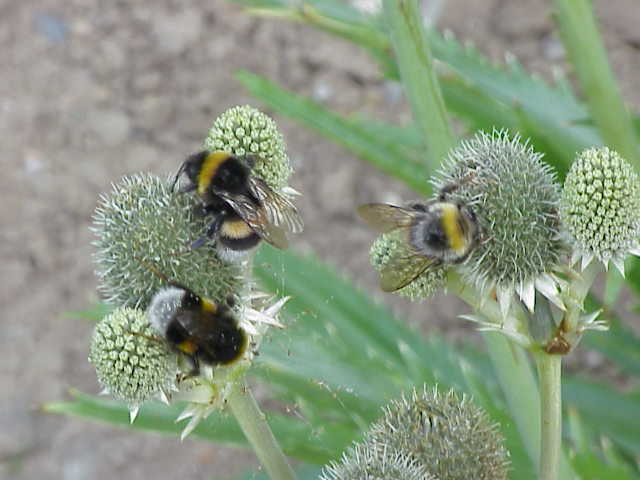
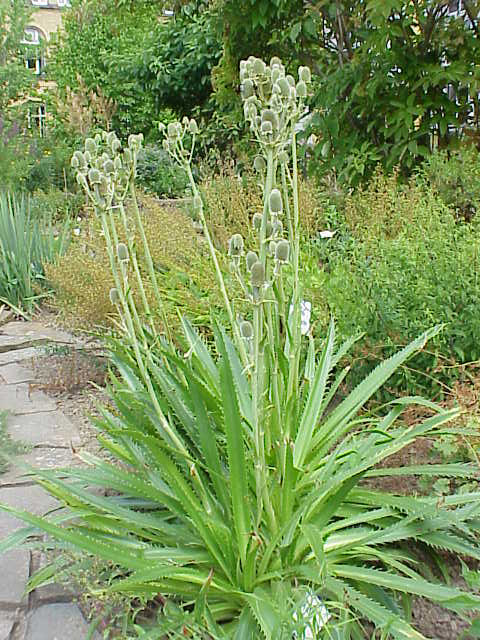
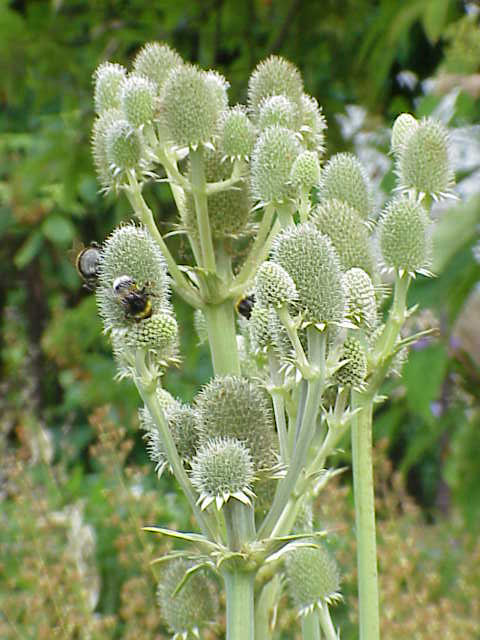
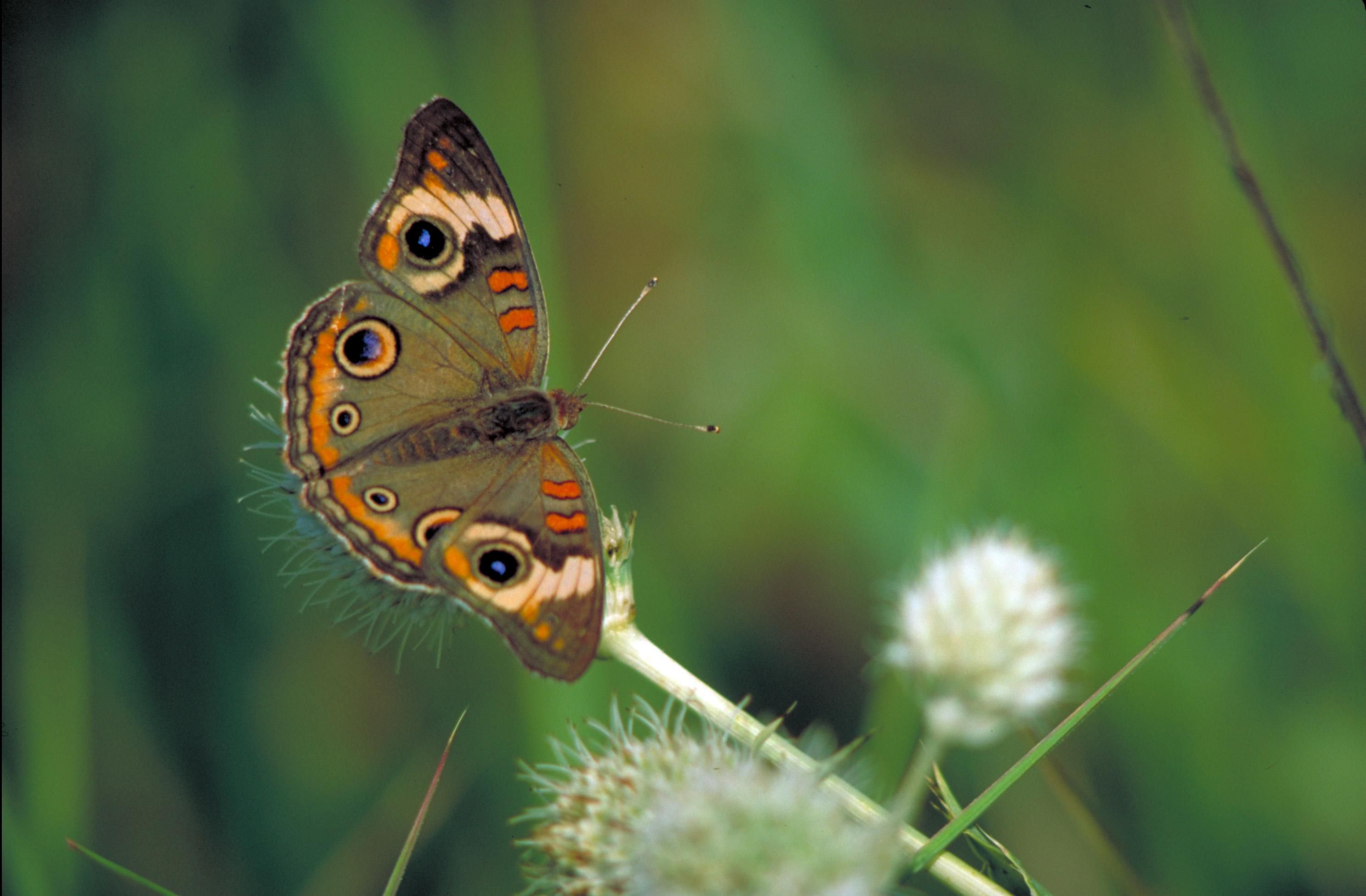